# Emblema d'Angola
|  | Aquest article tracta de l'emblema heràldic d'Angola. Pel que fa a l'antiga moneda, vegeu Escut angolès. |

L'emblema d'Angola, (i no pas un escut d'armes, ja que no segueix les lleis de l'heràldica), en la seva versió actual data del 1990, any en què es va canviar el nom oficial de l'estat, «República Popular d'Angola» –adoptat arran de la independència, el 1975–, per l'actual «República d'Angola». Amb tot i això, l'escut conserva encara tota la imatgeria marxista de l'emblema originari, elements que es repeteixen també a la bandera estatal.
Es tracta d'un emblema circular al centre del qual hi ha un matxet i una aixada passats en sautor, en al·lusió a la revolució del poble agrícola treballador que va dur a la independència. Al damunt, una estrella de cinc puntes, un altre símbol socialista, en representació del progrés. A sota, un sol ixent, que tradicional significa un nou començament.
Tots aquests elements estan envoltats d'un cercle format per mitja roda dentada, símbol dels treballadors de la indústria, i a l'altra meitat un ram de cotó i una panotxa de blat de moro, per la significació d'aquests recursos agrícoles en l'economia angolesa.
A la base, un llibre obert representa la importància de l'educació. Sota l'escut, una cinta porta escrit el nom oficial de l'Estat en portuguès; aquest és l'únic element que va canviar en la modificació que es va fer a l'escut el 1990.

## Escuts usats anteriorment

Escut durant l'època colonial portuguesa (1935-1951)
Escut durant l'època en què Angola fou província portuguesa (1951-1975)
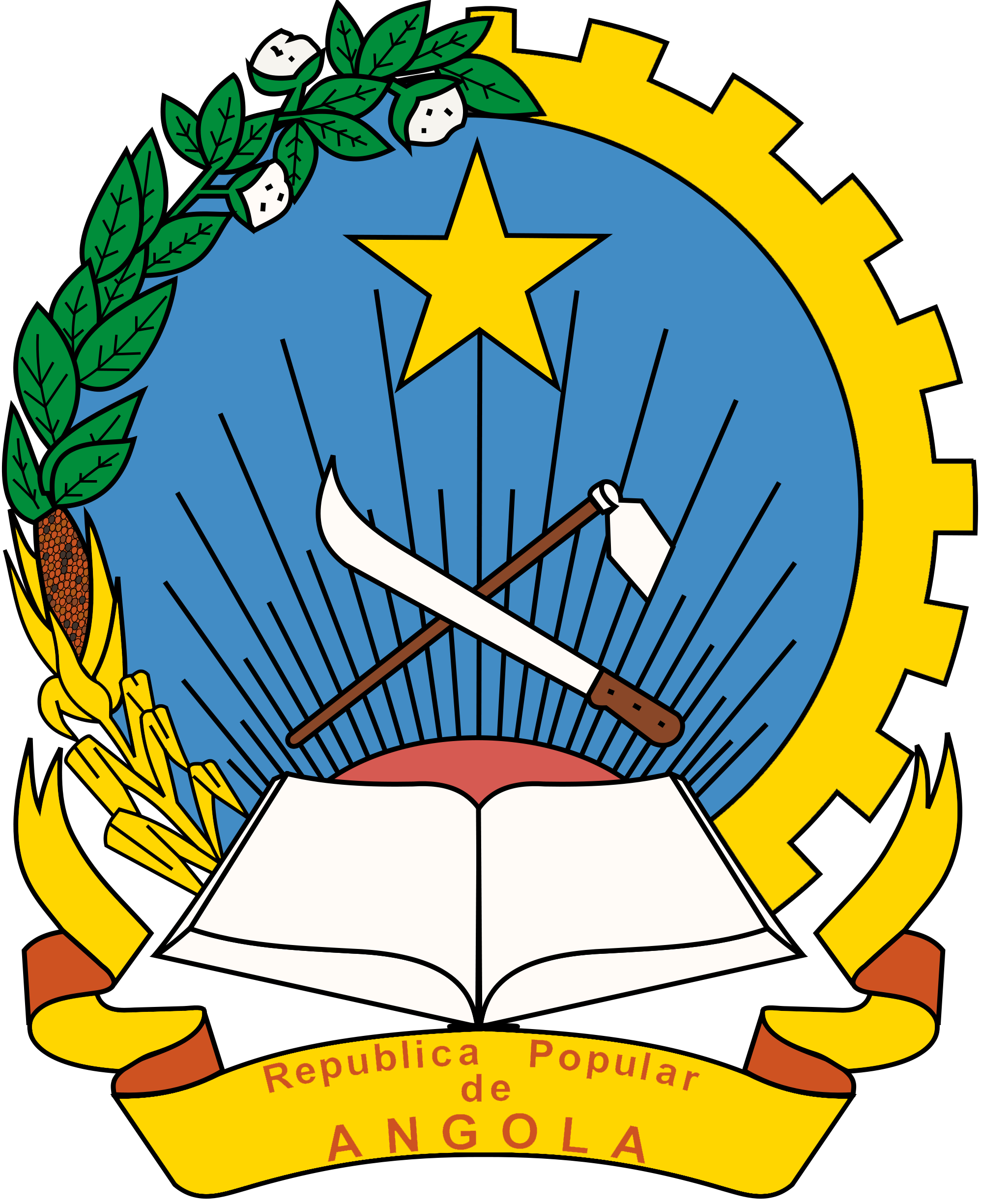
Emblema de la República Popular d'Angola (1975-1992)